# Agreste Potiguar (tiểu vùng)
Agreste Potiguar là một tiểu vùng thuộc bang Rio Grande do Norte, Brasil. Tiều vùng này có diện tích 3488 km², dân số năm 2007 là 205104 người.